# Hashimoto Ryūtarō
Hashimoto Ryūtarō (橋本 龍太郎 (Kiều Bản Long Thái Lang)) (29 tháng 7 năm 1937 - 1 tháng 7 năm 2006) là một chính trị gia Nhật Bản, người từng giữ chức Thủ tướng Nhật Bản thứ 82 và 83 từ 11 tháng 1 năm 1996 tới 30 tháng 7 năm 1998. Ông là người lãnh đạo của một trong những phe cánh lớn nhất điều hành đảng LDP trong phần lớn thập niên 1990 và sau đó vẫn là một nhân vật quyền lực của chính trường nước Nhật cho tới khi một vụ bê bối đã buộc ông phải rời bỏ vị trí lãnh đạo năm 2004. Hashimoto không tham gia ứng cử trong cuộc bầu cử thủ tướng năm 2005, và từ bỏ sự nghiệp chính trị từ đó. Ông qua đời ngày 1 tháng 7 năm 2006 tại một bệnh viện ở Tōkyō.

## Thiếu thời

Hashimoto (bên phải) và gia đình năm 1956

Hashimoto sinh ngày 29 tháng 7 năm 1937, ở Sōja thuộc tỉnh Okayama. Cha của ông, Hashimoto Ryōgo, là thành viên nội các dưới thời Thủ tướng Kishi Nobusuke. Sau sự dẫn dắt của cha mình, Ryutaro nhận bằng khoa học chính trị tại Đại học Keio vào năm 1960 và được bầu vào Hạ viện Nhật Bản năm 1963. Trước đây, Ryōgo cũng từng là
Trước khi vào trường tiểu học Denenchofu, ông có mẹ kế là Tadashi khi mới 7 tuổi.
Khi tham gia kỳ thi vào trường trung học cơ sở Azabu, số bài thi của Hashimoto là "1073", nhưng "1074" khác biệt nhất là của nhà văn George Abe. Nó trở thành một người bạn tốt, và cả hai học cùng lớp trong suốt năm thứ ba trung học cơ sở. Biệt danh của ông khi còn học ở trường trung học cơ sở Azabu là "con khỉ"
Từ khi vào cấp 3, ông không theo kịp việc học ở trường và luôn đứng cuối bảng nên ai cũng hiểu ông là cửa hậu vì ông là con của một chính trị gia.

## Sự nghiệp chính trị

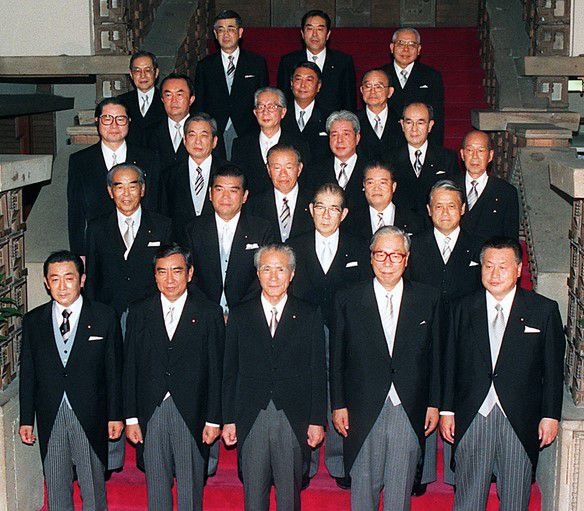
Hashimoto cùng với Murayama Tomiichi và các bộ trưởng trong nội các Murayama (tại Tổng lý đại thần quan để vào ngày 30 tháng 6 năm 1994)

Ông chuyển qua hàng ngũ của Đảng Dân chủ Tự do trong hai mươi năm tiếp theo, đảm nhiệm vị trí Bộ trưởng Bộ Y tế và Phúc lợi dưới thời thủ tướng Ōhira Masayoshi vào năm 1978 và vào năm 1980 trở thành giám đốc tài chính và hành chính công của LDP. Ông lại trở thành bộ trưởng nội các vào năm 1986 dưới thời Nakasone Yasuhiro, và năm 1989 trở thành tổng thư ký của LDP, chức vụ cao thứ hai chỉ sau chủ tịch đảng (nếu LDP giành được chính phủ, thông thường Chủ tịch đảng cũng là thủ tướng.)
Hashimoto trở thành một nhân vật chủ chốt trong phe LDP mạnh mẽ do Tanaka Kakuei thành lập vào những năm 1970, sau đó rơi vào tay của Takeshita Noboru, người sau đó đã bị vấy bẩn bởi vụ bê bối Tuyển dụng năm 1988 Năm 1991, báo chí đã phát hiện ra rằng một trong những thư ký của Hashimoto đã tham gia vào một giao dịch tài chính bất hợp pháp. Hashimoto thôi giữ chức Bộ trưởng Bộ Tài chính từ Nội các Khai phủ thứ hai. Sau sự sụp đổ của nền kinh tế bong bóng, LDP đã mất quyền lực ngay lập tức vào năm 1993/94 trong Hosokawa và Hata các nội các chống LDP do người đào tẩu LDP đàm phán Ozawa Ichirō. Hashimoto được đưa trở lại nội các khi LDP dưới quyền Kōno Yōhei trở lại nắm quyền vào năm 1994 bằng cách tham gia một liên minh cầm quyền với truyền thống Đảng Xã hội Nhật Bản (JSP), trao quyền thủ tướng cho đối tác cấp dưới, và trẻ vị thành niên Tân Đảng Sakigake (NPS). Hashimoto trở thành Bộ trưởng Kinh tế, Thương mại và Công nghiệp trong Nội các Murayama của Murayama Tomiichi. Với tư cách là giám đốc MITI, Hashimoto được biết đến tại các cuộc họp của APEC và tại các hội nghị cấp cao.
Vào tháng 9 năm 1995, Kōno Yōhei không ứng cử thêm một nhiệm kỳ nào nữa. Hashimoto đã giành chiến thắng trong bầu cử vào chức chủ tịch LDP chống lại Koizumi Junichirō 304 phiếu bầu so với số phiếu 87 của Koizumi, và kế nhiệm Kōno làm lãnh đạo đảng và phó thủ tướng trong nội các Murayama.

## Thủ tướng

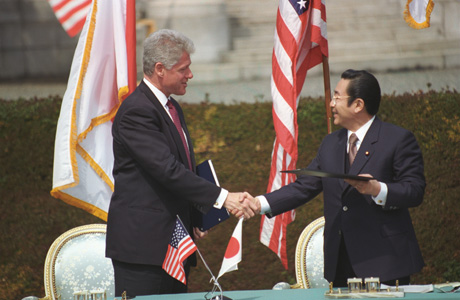
Bill Clinton và Hashimoto năm 1996

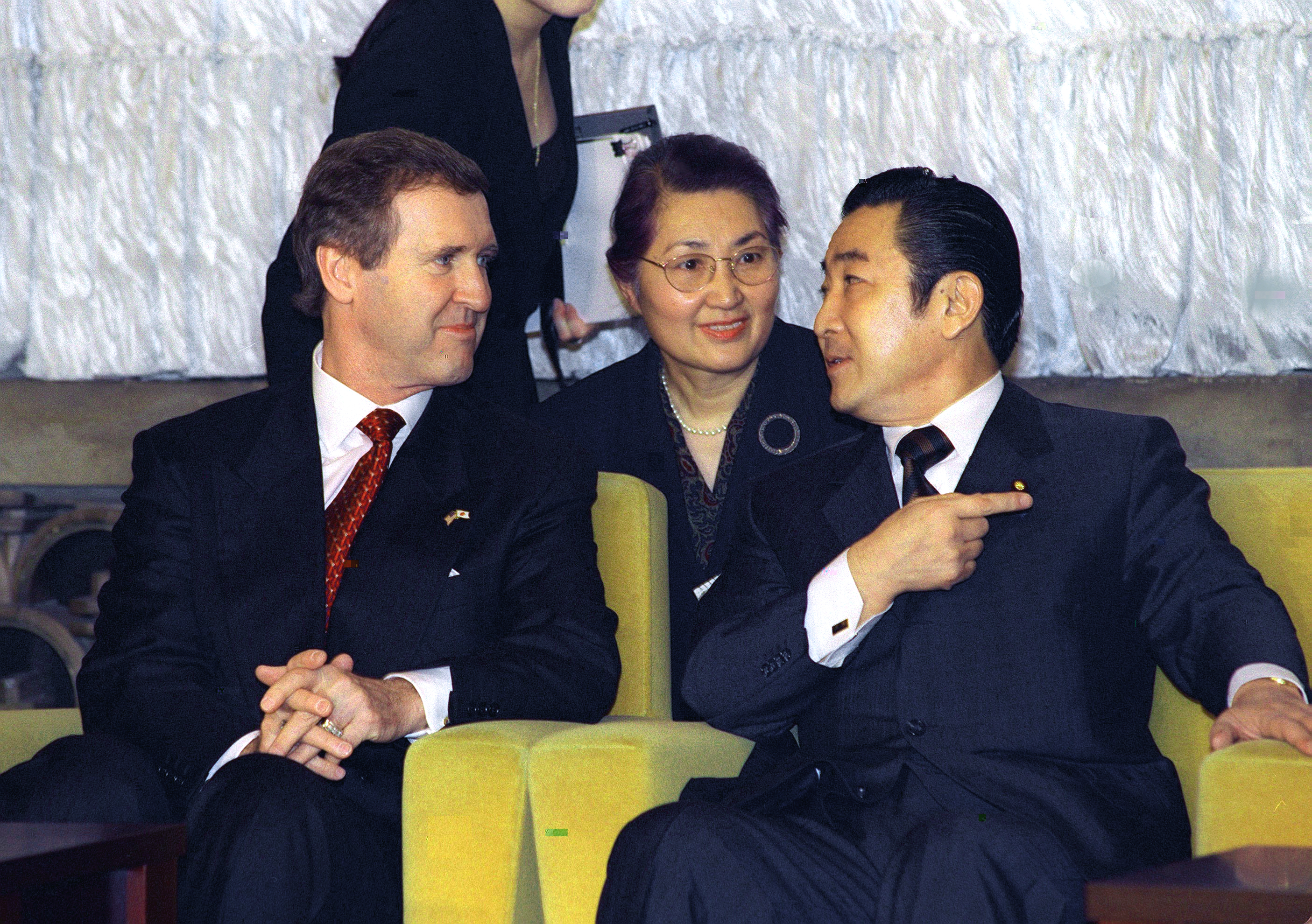
Hashimoto và William Cohen năm 1997

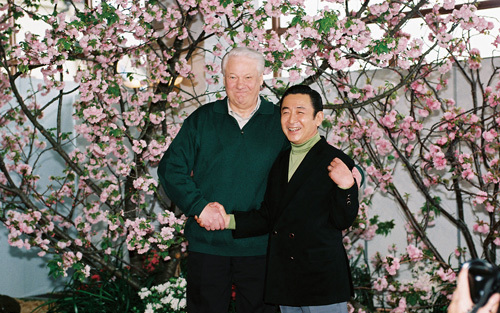
Hashimoto và Tổng thống Nga Boris Yeltsin năm 1998

Khi Murayama rời chức vào năm 1996, Quốc hội lần thứ 135 bầu Hashimoto trở thành thủ tướng thứ 82 của Nhật Bản – ông đã giành chiến thắng trước nhà lãnh đạo NFP Ichirō Ozawa với 288 phiếu bầu so với 167 ở hạ viện và 158 đến 69 ở thượng viện – và lãnh đạo chính phủ liên minh LDP-JSP-NPH tiếp tục (Nội các Hashimoto lần 1). 
Hashimoto đã đạt được thỏa thuận với Hoa Kỳ về việc hồi hương MCAS Futenma, một căn cứ quân sự gây tranh cãi của Hoa Kỳ tại một khu vực đô thị của Okinawa, vào tháng 4 năm 1996. Thỏa thuận này bị Bộ Ngoại giao và cơ quan quốc phòng Nhật Bản phản đối nhưng được người đồng cấp Mỹ của Hashimoto, Tổng thống Bill Clinton ủng hộ. Việc hồi hương căn cứ vẫn chưa được hoàn thành kể từ năm 2015, do người dân Okinawa phản đối nỗ lực di dời căn cứ đến địa điểm mới. Sự nổi tiếng trong nước của Hashimoto tăng lên trong tranh chấp thương mại Nhật-Mỹ khi ông công khai đối đầu với Mickey Kantor, Đại diện Thương mại Hoa Kỳ cho chính quyền Clinton.
Sự nổi tiếng của Hashimoto phần lớn dựa vào thái độ của ông. Khi được hỏi tại sao các đại lý ô tô Nhật Bản không bán ô tô Mỹ, ông trả lời: "Tại sao IBM không bán máy tính Fujitsu?" Khi nền kinh tế Nhật Bản khởi sắc dường như vẫn chưa hồi phục sau sự sụp đổ năm 1991, Hashimoto đã ra lệnh cho một ủy ban gồm các chuyên gia từ khu vực tư nhân xem xét cải thiện thị trường Nhật Bản để cạnh tranh với nước ngoài, và cuối cùng mở cửa hoàn toàn thị trường Nhật Bản.
Vào ngày 27 tháng 9 năm 1996, nội các Hashimoto đã giải tán [[Chúng nghị viện] của Quốc hội. Trong tổng tuyển cử hạ viện vào tháng 10 sau đó, LDP đã đạt được lợi ích trong khi các đối tác liên minh của họ SDP - JSP đã được đổi tên một thời gian ngắn sau khi thành lập nội các Hashimoto – và NPH mất ghế. Cả hai đảng đều chấm dứt liên minh với LDP, nhưng họ vẫn là đồng minh của Chế độ ăn uống trong sự hợp tác bên ngoài nội các (kakugai kyōryoku) cho đến năm 1998.  Do đó, LDP và Nội các Hashimoto lần 2 đã kiểm soát một cách an toàn cả hai viện của Quốc hội, mặc dù về mặt kỹ thuật ban đầu nó chỉ chiếm thiểu số với một vài ghế ở hạ viện và thiếu đa số ở thượng viện. Đây là chính phủ LDP độc đảng đầu tiên kể từ năm 1993. Đạt được điều này, Hashimoto được xác nhận không có đối thủ làm chủ tịch đảng vào tháng 9 năm 1997.
Chính phủ Hashimoto đã tăng thuế tiêu dùng của Nhật Bản vào năm 1997. Mặc dù chính phủ đã thực hiện giảm thuế thu nhập cá nhân trước khi tăng thuế tiêu dùng, việc tăng thuế vẫn có tác động tiêu cực đến nhu cầu tiêu dùng ở Nhật Bản. Tháng 12 năm 1997, nội các Hashimoto cũng bị vướng vào tranh cãi trong việc điều tra sự cố “Pokemon Shock” liên quan đến tập phim Pokemon Dennō Senshi Porigon là nguyên nhân khiến cho hàng trăm khán giả xem truyền hình bị lên cơn co giật, động kinh. Ông Hashimoto đã ví các tia chớp sáng như một thứ vũ khí, bởi vì mức độ tác động của chúng lên người xem là khó có thể lường hết được. Ông yêu cầu các lãnh đạo đài truyền hình TV Tokyo phải nhận trách nhiệm về sự việc và quyết định loại bỏ vĩnh viễn khả năng phát lại tập phim này trong tương lai. 
Tại Tham nghị viện, cuộc bầu cử năm 1998, LDP đã không thể khôi phục được đa số của mình (thua trong cuộc bầu cử năm 1989 và không được lấy lại cho đến năm 2016) và thay vào đó mất nhiều ghế hơn. Ngày 30 tháng 7 năm 1998, Hashimoto từ chức để chịu trách nhiệm về thất bại này và được Bộ trưởng Ngoại giao Obuchi Keizō kế nhiệm làm chủ tịch LDP và Thủ tướng.

## Hình ảnh

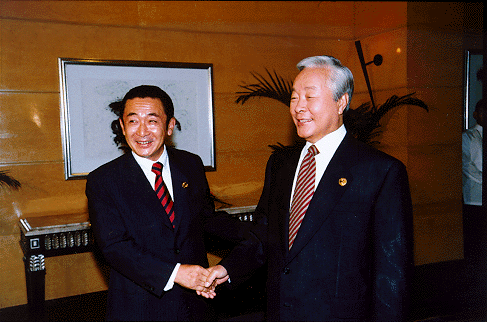
Kim Young-sam và Hashimoto năm 1996.
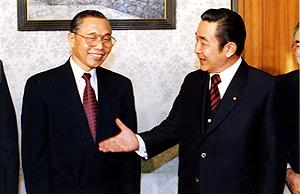
Nguyễn Mạnh Cầm và Hashimoto năm 1997.
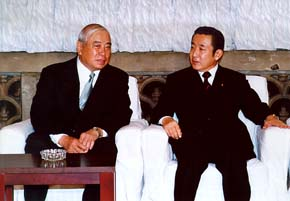
Masahide Ota và Hashimoto năm 1997.
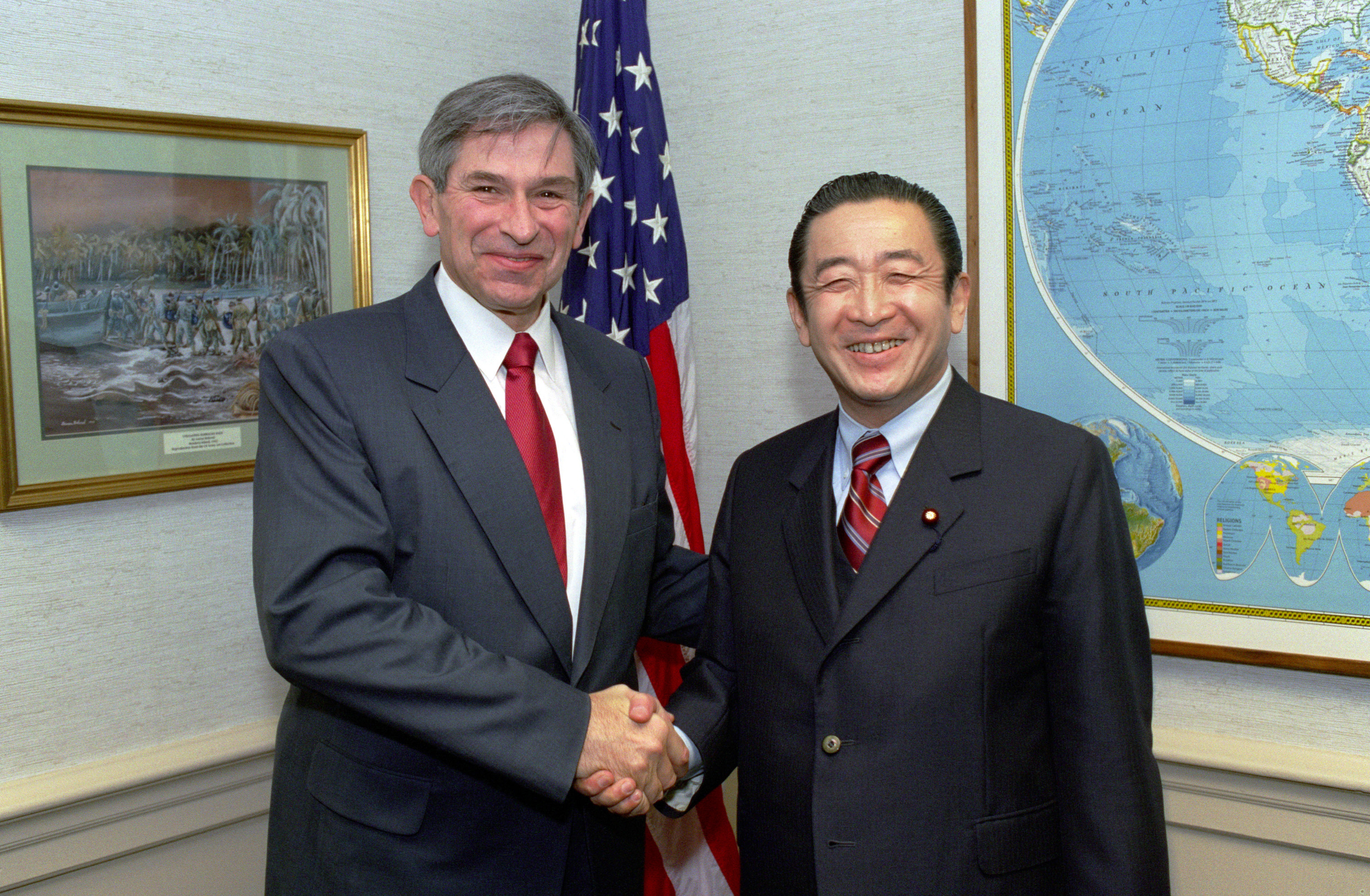
Paul Wolfowitz và Hashimoto năm 2002.